# Йозеф Немець
Йозеф Немець (чеськ. Josef Němec; 25 вересня 1933, Чеські Будейовиці — 10 вересня 2013, Чеські Будейовиці) — чехословацький боксер, призер Олімпійських ігор, чемпіон Європи черед аматорів.

## Аматорська кар'єра
1956 року Йозеф Немець вперше став чемпіоном Чехословаччини і отримав путівку на літні Олімпійські ігри 1956, де програв в першому бою майбутньому чемпіону Піту Радемахеру (США) — KO-2.
1957 року на чемпіонаті Європи здобув дві перемоги, а у півфіналі програв майбутньому чемпіону Андрію Абрамову (СРСР) і отримав бронзову медаль.
Через два роки Йозеф Немець за жеребом включився в боротьбу за медалі з чвертьфіналу, у якому переміг Пауля Рейнхольда (ФРН), а у півфіналі програв Девіду Томас (Англія) і вдруге зайняв третє місце.
На Олімпійських іграх 1960 Йозеф Немець завоював бронзову медаль.
- В 1/8 фіналу переміг Девіда Томас (Велика Британія) — 3-2
- У чвертьфіналі переміг Персі Прайс (США) — 4-1
- У півфіналі програв майбутньому чемпіону Франко Де Пікколі (Італія) — 1-4

На чемпіонаті Європи 1961 Немець переміг одного суперника, а у чвертьфіналі програв Беніто Пенна (Італія).
На чемпіонаті Європи 1963 Йозеф Немець став чемпіоном, здолавши Владіслава Єндржиєвського (Польща), Карла Дегенгардта (НДР) і у фіналі триразового чемпіона Європи Андрія Абрамова (СРСР).
На Олімпійських іграх 1964 Йозеф Немець програв в першому бою Джузеппе Росу.
Після завершення виступів Немець займався тренерською роботою.